# طرح بزرگ
طرح بزرگ (به انگلیسی: The Grand Design) نام کتابی از فیزیکدان انگلیسی استیون هاوکینگ است. هاوکینگ این کتاب جنجال‌برانگیز را با همکاری لئونارد ملودینوف نوشته‌است.
این کتاب در ۷ سپتامبر ۲۰۱۰ در ایالات متحده آمریکا به چاپ رسید و تنها پس از چند روز به پرفروش‌ترین کتاب سایت amazon.com تبدیل شد. آنگاه در ۹ سپتامبر ۲۰۱۰ در انگلستان منتشر شد و در همان روز به پرفروش‌ترین کتاب سایت amazon.co.uk تبدیل شد. در بین محبوب‌ترین کتاب‌های علمی جهان نیز این کتاب در رتبه پانزدهم قرار دارد درحالی که کتاب دیگر استیون هاوکینگ یعنی تاریخچه مختصر زمان در رتبه نخست قرار دارد.

## سرشت جهان چیست؟
زمینهٔ پژوهشی استیون هاوکینگ کیهان‌شناسی و گرانش کوانتومی است و او در کتاب طرح بزرگ، عمیق‌ترین پرسش‌های کیهان‌شناسی مدرن را پیش کشیده و با طرح تئوری‌های شناخته شده فیزیک امروز، از «نظریه_ام» و نسبیت عام و نسبیت خاص گرفته تا فرضیهٔ پل دیراک و اصل عدم قطعیت هایزنبرگ... ــ کوشش کرده به یک نظریه کامل که بتواند جهان هستی را تعریف و توجیه کند، برسد.
استیون هاوکینگ می‌نویسد:
ما در دنیایی حیرت‌انگیز و گیج‌کننده زندگی می‌کنیم. می‌خواهیم معنای آنچه را که در پیرامون خویش می‌یابیم بدانیم و دوست داریم بپرسیم: سرشت جهان چیست؟ جایگاه ما در آن کجاست؟ از کجا آمده‌ایم و آمدنمان از بهر چه بوده‌است؟ منشأ جهان چیست و چرا به صورت کنونی‌اش درآمده‌است؟ جهان چگونه به پایان خواهد رسید؟ آیا جهان دیگری هم هست؟
او با نگاهی گذرا به یونان قدیم و ارزشی که به قوانین طبیعت قائل بودند به زمانه کوپرنیک و آیزاک نیوتن رسیده و با عبور از آن دوران، آلبرت اینشتین و اروین شرودینگر و ماکس پلانک را دُور زده تا نظریهٔ خود را بیان کند و فیزیک و متافیزیک را بهم پیوند دهد.

## چکیده
استیون هاوکینگ می‌گوید:
ممکن است روشی که کیهان بوجود آمده هماهنگ با قوانین دانش باشد که در این صورت نیازی نیست به خدا متوسل بشویم تا تصمیم بگیریم که کیهان چگونه آغاز شده‌است.
اگر ما یک فرضیه همه‌جانبه و کامل را در مورد پیدایش عالم کشف کنیم این مهم‌ترین پیروزی انسان خواهد بود چون ما قادر خواهیم بود که فکر خدا را بخوانیم…
بشر، راز خلقت جهان را گشوده‌است. جهان می‌تواند به‌طور خود بخود (خود با خود)، خودش را از هیچ بوجود آورَد، بعلاوه می‌تواند در حالت‌های متفاوت ایجاد شده باشد و همه مشاهدات و محاسبات بر این نظر صحه می‌گذارد.

آینده جهان آنچنان که پیر لاپلاس می‌پنداشت، دقیقاً مطابق قانونمندی‌های علمی پیش نمی‌رود. خدا هنوز دستش را رو نکرده‌است. خدا نه تنها تاس بازی می‌کند، بلکه بعضی اوقات تاس را جایی که نمی‌شود دید پرتاب می‌کند.
استیون هاوکینگ می‌گوید: اگر همه قوانین فیزیک را بدانیم از کار خدا سر درمی‌آوریم…
البته یکبار گفته بود:
This doesn't prove that there is no God, only that God is not necessary. [Stephen W. Hawking, Der Spiegel, ۱۹۸۹]
قانونمندی‌ها کار خودشان را می‌کنند (جاذبه را مثال می‌زند) قانونمندی‌ها کار خودشان را می‌کنند و دخالت خدا نیاز نیست.
Because there is a law such as gravity, the Universe can and will create itself from nothing. It is not necessary to invoke God to... set the Universe going.
هاوکینگ «ام تئوری» را مادر تئوریها دانسته و بارها اشاره کرده‌است که در حال حاضر به یک تئوری جامع فراتر از تئوری‌های شناخته شده‌ای چون نسبیت و کوانتا، نزدیک شده‌ایم. این گفته هاوکینگ در حالی بیان می‌شود که به گفته پروفسور مایکل داف - یکی از پیشگامان ام تئوری-هنوز نمی‌توان «ام تئوری» را تئوری جامع نامید.
شباهت سخنان استیون هاوکینگ با نظرات برخی از استادان فیزیک که موضوع آفرینش از هیچ را پیش کشیده‌اند (لورنس کراوس و دیگران) ــ نشان می‌دهد که آنچه در کتاب طرح عظیم آمده زمینه قبلی داشته‌است.
در مصاحبه با سی ان ان، هاوکینگ در پاسخ به پرسش لری کینگ که می‌پرسد آیا خداوند جهان را خلق کرده؟ می‌گوید «خداوند ممکن است وجود داشته باشد ولی علم می‌تواند جهان را بدون نیاز به خلق کننده توضیح دهد». ملادینوف در این مصاحبه در جواب مجری که از او پرسید آیا شما و هاوکینگ خدا ناباور هستید، می‌گوید «خیر». هم هاوکینگ و هم ملادینوف بر روی این مسئله تأکید می‌کنند که «کتابشان اصلاً مدّعی وجود یا عدم وجود آفریدگار نیست. ملادینوف توضیح می‌دهد که این دو مقوله از هم جدا هستند. او می‌افزاید که دانش فیزیک امروز، جهان را بدون نیاز به آفریدگار توضیح می‌دهد ولی این ربطی به مقوله ایمان ندارد.»
ملادینوف در مقابل این حرف چاپرا که او را به جبر متهم کرده‌است، پاسخ می‌دهد که جبری که آن‌ها در کتاب بیان کرده‌اند متفاوت از جبر فلسفی متعارف است؛ و صرفاً برای تأکید بر پیروی همه پدیده‌ها از قوانین علمی است.
به نظر هاوکینگ، با حاکمیت قوانین مربوط به کوانتوم، کائنات می‌تواند از هیچ، بدون نیاز به دخالت یک موجود فوق طبیعی، به وجود بیاید. اینکه بر اساس فیزیک کوانتوم، یک فوتون می‌تواند وجود داشته باشد بدون اینکه کائناتی موجود باشد و به محض تبدیل تصادفی فوتون به جفت الکترون-پوزیترون جرقه اولیه زنجیر تشکیل الکترون‌های بیشتر زده می‌شود.
در فصل نهایی کتاب، هاوکینگ بر اساس مدل طراحی شده توسط جان کانوی، ریاضیدان و استاد کمبریج، به نام «بازی حیات» نشان می‌دهد که به محض شکل گرفتن پیکربندی یا موقعیت آغازین در یک سیستم که قوانین معینی بر آن حاکمند، این قوانین خواهند بود که تعیین می‌کنند چه اتفاقی در آینده بیفتد.

## واکنش‌ها

### واکنش منفی
مهدی گلشنی فیزیکدان و استاد سابق دانشگاه شریف می‌گوید:
اصلاً نیازی نیست که بر مبنای فلسفه اسلامی و غربی بخواهیم با هاوکینگ که ادعا می‌کند فلسفه را قبول ندارد، بحث کنیم می‌توان براساس فیزیک خودش با او بحث کرد؛ مگر او برای یک نظریه موفق چهار شرط نگذاشت؟ کدام یک از این شروط (منهای شرط اول مربوط به ظرافت و زیبایی) در نظریه M وجود دارد یا به تحقق پیوسته‌است؟! به این خاطر است که حتی بعضی از فیزیکدانان بزرگی که خداباور به مفهوم معمولی آن نیستند نیزمی‌گویند هاوکینگ حق ندارد این گونه مطالب ظنی را به عنوان مسلمات علم به جهان عرضه بدارد. هاوکینگ می‌گوید که خود قوانین فیزیک کافی است که جهان به وجود بیاید. باید در پاسخ او پرسید که خود قوانین فیزیک از کجا به وجود آمدند؟ هاوکینگ در واقع به قوانین فیزیک یک منزلت ابدی می‌دهد و آنها را تغییرناپذیر و متعال می‌پندارد و به آنها سرشت خدایی می‌دهد. او دارد یک چیز زوال‌ناپذیر و لایتغیر را تحت عنوان قوانین جهان مطرح می‌کند.
برای این‌که جهان‌های متعددی که ایشان پیش‌بینی می‌کند به وجود بیایند زمینه‌هایی لازم است (فضا، زمان، میدان‌ها و…). این زمینه‌ها از کجا آمد؟ ایشان عامل را با قانون اشتباه می‌گیرد. شما یک ماشین دارید. فیزیک برای شما توضیح می‌دهد که اساس کار این ماشین چیست؟، ولی این ماشین احتیاج به راننده و سوخت دارد. قانون و مکانیسم با عامل و علت فرق دارد. هاوکینگ دارد همه اینها را مغشوش می‌کند. خود قانون چگونه می‌تواند جهان را خلق کند؟ به علاوه همان‌طور که گفتیم هاوکینگ دارد به این قوانین منزلت ابدی و زوال‌ناپذیر می‌دهد. اینجاست که «پاول دیویس» می‌گوید: هاوکینگ از خدای متعال پرهیز می‌کند و به جای او، امر متعال دیگری را قرار می‌دهد.
راجر پنروز استاد کرسی ریاضیات دانشگاه آکسفورد و همکار قدیمی هاوکینگ با انتقاد از روحیات هاوکینگ معتقد است «ام تئوری» هنوز از پایه شکل نگرفته‌است. به علاوه او معتقد است «ام تئوری» حتی بر خلاف کوانتوم از مشاهدات موافق هم سود نمی‌برد.
دکتر لی ریفیلد، اسقف سوئیندن، گفت «علم هرگز نمی‌تواند عدم وجود خدا را اثبات کند، همان‌طور که هرگز نمی‌تواند وجود خدا را ثابت کند». دکتر فریزر واتس، کشیش انجیلی، استاد الهیات کمبریج و روان‌شناس، گفت «یک خدای خالق توضیحی منطقی و باورکردنی در پاسخ به این که چرا جهانی هست فراهم می‌آورد، و… این قدری محتملتر است که خدایی باشد تا این که نباشد. این نگاه با آنچه هاوکینگ گفته‌است تضعیف نمی‌شود».
دوایت گارنر در نیویورک تایمز منتقد کتاب بوده و اظهار داشت: «خبرهای واقعی دربارهٔ طرح عظیم این است که این کتاب به طرز ناامید کننده‌ای چقدر سست و ناهنجار است». زبان موجز و جدی که آقای هاوکینگ در کتاب تاریخچه مختصر زمان استفاده کرده بود؛ در طرح عظیم با زبانی جایگزین شده که متناوباً خود را پست می‌کند، گویی او آقای راجرز است که دارد به کودکان نوپا ابرهای باران‌زا را توضیح می‌دهد، و رسوخ نکردنی است. کریگ چلندر، در نیوساینتیست، از تئوری مطرح شده در کتاب قانع نشده‌است: «تئوری ام.. با کامل شدن فاصله بسیار دارد؛ ولی این مؤلفین را از اظهار این مسئله که [این نظر] رازهای وجود را توضیح می‌دهد، بازنمی‌دارد… در غیاب تئوری، گرچه، این چیزی بیش از یک شهود محکوم به آزمایش نشده ماندن نیست - تا زمانی که ما شروع به تماشای جهانهای ایجادشونده کنیم.»
در ایران سه اثر در نقد کتاب طرح بزرگ نگاشته شده‌است. یکی کتاب «طراح بزرگ» اثر هومن اهرامی بر مبنای راهنمایی سید حسین نصر و با استفاده از ترجمه مقاله ولفگانگ اسمیت، استاد ریاضیات دانشگاه کالیفرنیا، می‌باشد. کتاب دوم به نام «طراحی شکوهمند» اثر فرشید رئیسی (محمد علی حسنین) می‌باشد و کتاب سوم «استیون هاوکینگ، خداوند و بهشت» اثر عیسی کشوری می‌باشد.

### واکنش مثبت
ریچارد داوکینز زیست‌شناس مشهور بریتانیایی در واکنش گفت: «داروین خدا را از زیست‌شناسی بیرون انداخت اما فیزیک مردّدتر باقی‌ماند. اکنون هاوکینگ زدن تیر خلاص را عهده‌دار شده‌است.»
چاپرا می‌گوید: «باید به لئونارد و استفان تبریک بگوییم چرا که بالاخره به سرنگونی خرافه‌ای به نام مادی گرائی کمک کردند. چرا که همه آنچه که ماده می‌نامیم از حوزه‌ای نامرئی می‌آید که فراتر از فضا و زمان است. همه تجربیات مذهبی بر پایه سه اصل هستند … و چیزی در این کتاب نیامده که این سه اصل را ردّ کند.»

## برگردان به فارسی
پنج برگردان فارسی از این کتاب وجود دارد (مرتب شده بر اساس زمان نشر):
۱- حسین صداقت و امیر امیرآبادی، انتشارات نقش و نگار

۲- علی هادیان و سارا ایزدیار، انتشارات مازیار

۳- عبدالحسین صبوری، انتشارات شبگیر

۴- جمیل بصام، انتشاران افکار

۵- مرتضی گرجیان، سیدجواد کاظمی‌تبار و فائزه علیجان‌زاده انتشارات بهمن برنا
به علاوه کتابی با عنوان «طراح بزرگ» در نقد این کتاب به فارسی منتشر شده‌است.